# День тещі
День тещі — щорічне свято, яке відзначається в Польщі 5 березня. Свято встановлено у 80-х роках ХХ століття. Вперше День тещі відзначили у Франції.

Виникло це свято як прояв поваги і вдячності невістки чи зятя до тещі (матері дружини) або свекрухи (матері чоловіка в давньпольській мові) за її присутність, зацікавленість та допомогу у вихованні дітей, веденні спільного господарства, вирішенні проблем тощо.
Спочатку свято мало медійний характер, але зараз у Європі його все більше сприймають як важливе сімейне свято.

## День тещі
У США День тещі відзначають у 4-ту неділю жовтня з 2002 року, разом із Національним днем бабусь і дідусів.. Ймовірно, цей день був ініційовний компаніями, що продають вітальні листівки, або флористами.

## Дивитися також
- Жіночий день
- назви родинних стосунків
- « По-тещиному»